# Really Really Free Market

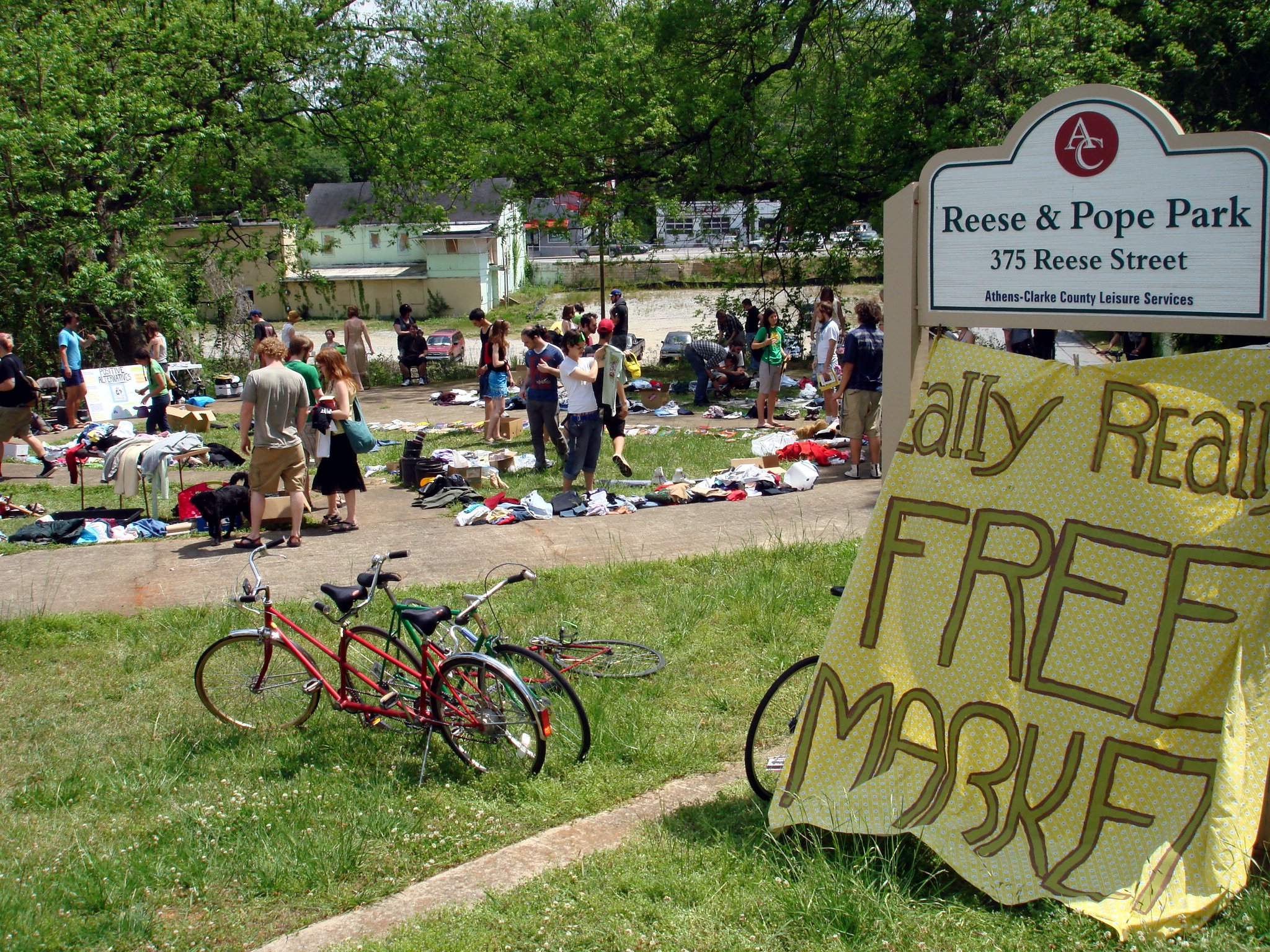
Really Really Free Market w miejscowości Athens w 2007.

Really Really Free Market – ogólnoświatowy ruch opierający się na horyzontalnie zorganizowanych kolektywach osób, które tworzą tymczasowy rynek oparty na alternatywnej ekonomii darów. Wydarzenia RRFM są często organizowane przez ludzi niezwiązanych z żadną większą organizacją, a jednym z założeń jest możliwość zawiązywania oddziałów przez każdego, kiedykolwiek i gdziekolwiek. Ruch RRFM ma na celu przeciwdziałanie kapitalizmowi w sposób proaktywny, poprzez tworzenie pozytywnej inicjatywy, mającej zakwestionować mity niedoboru i konkurencji oraz promocję idei pomocy wzajemnej. Nazwa ruchu jest sama w sobie grą słów, ponieważ jest reinterpretacją i ponownym rozwinięciem terminu wolny rynek, który ogólnie odnosi się do gospodarki opartej na konkurencji rządzonej przez podaż i popyt.
Głównym celem RRFM jest budowanie społeczności opartej na dzieleniu się zasobami, dbaniu o siebie nawzajem i poprawie wspólnego życia wszystkich ludzi. Rynki często mają różny charakter, ale zazwyczaj oferują zarówno towary, jak i usługi. Uczestnicy przynoszą niepotrzebne przedmioty i żywność, a także proponują umiejętności i talenty, takie jak masaż, różne rodzaje sztuki i rzemiosła, lekcje języka, pomoc botaniczną, strzyżenie, lekcje jogi i inne. RRFM odbywa się zwykle w otwartej przestrzeni społecznej, takiej jak park publiczny lub wspólnoty miejskie.

## Początki i rozwój
Pierwszy znany RRFM miał miejsce podczas wydawki Food Not Bombs w Christchurch, w Nowej Zelandii, jako protest przed spotkaniem na temat wolnego handlu. RRFM zaczęły rozprzestrzeniać się w Azji. Food Not Bombs w Dżakarcie zorganizowała RRFM przy okazji Dnia Bez Zakupów.
Pierwszy RRFM w Stanach Zjednoczonych miał miejsce jednocześnie w Miami na Florydzie i w Raleigh w Karolinie Północnej podczas antyglobalizacyjnych protestów przeciwko FTAA w 2003. Idea RRFM wyłoniła się na zebraniu członków Pagan Cluster w Austin w ramach przygotowań do szczytu FTAA w Miami, w listopadzie 2003. Członkowie Zielonego Bloku podchwycili ten pomysł i wprowadzili go w życie. Uczestnicy z SouthEast Anarchist Network (SeaNET) zorganizowali demonstracje wraz z Really, Really Free Market, aby zaprotestować przeciwko szczytowi G8 w 2004. Idea szybko rozprzestrzeniła się w Stanach Zjednoczonych, Rosji i innych krajach, takich jak Australia, Anglia, Malezja, Tajwan, RPA czy Kanada.

## W Stanach Zjednoczonych
Ruch RRFM zakorzenił się w kilkudziesięciu miastach w Stanach Zjednoczonych, w niektórych organizując jednorazowe wydarzenia, coroczne, codwumiesięczne, a nawet comiesięczne „rynki”. Te miasta to: San Diego (Kalifornia), San Francisco (Kalifornia), San Jose (Kalifornia) Waszyngton D.C., Miami (Floryda), Tallahassee (Floryda), Athens (Georgia), Bloomington (Illinois), Indianapolis (Indiana), Rockford (Illinois), Des Moines (Iowa), Louisville (Kentucky), Detroit (Michigan), Grand Rapids (Michigan), Minneapolis (Minnesota), Kansas City (Missouri), Reno (Nevada), Albuquerque (Nowy Meksyk), Albany (Nowy Jork), Belfast (Nowy Jork), Buffalo (Nowy Jork), Ithaca (Nowy Jork), New York (Nowy Jork), Carrboro (Karolina Północna), Charlotte (Karolina Północna), Greensboro (Karolina Północna), Greenville (Karolina Północna), Raleigh (Karolina Północna), Washington (Karolina Północna), Wilmington (Karolina Północna), Cincinnati (Ohio), Dayton (Ohio), Yellow Springs (Ohio), Cottage Grove (Oregon), Lancaster (Pennsylvania), Pittsburgh (Pennsylvania), Kingsport (Tennessee), Austin (Texas), Richmond (Virginia), Shepherdstown (Zach. Virginia), Milwaukee (Wisconsin).

### San Francisco
RRFM w San Francisco został zapoczątkowany około 2004. Kierowała nim lokalna aktywistka Kirsten Brydum aż do śmierci w 2008. Od około 2007 do 2010 RRFM odbywał się w ostatnią sobotę każdego miesiąca w Mission Dolores Park. W tamtym czasie RRFM był popularnym wydarzeniem i zyskał rozgłos w lokalnych mediach. W latach 2007–2010 lokalni organizatorzy rozprowadzali „pakiety startowe”: płyty CD z kolekcją cyfrowych ulotek, ogłoszeń, zdjęć, informacji itd. Była to część ciągłych starań, aby zachęcić innych do zakładania własnych RRFM. Pakiety te są obecnie możliwe do pobrania online.

## W Singapurze
Singapurski RRFM został zainicjowany w okolicach stycznia 2009 i odbywał się regularnie od tamtego momentu do października 2020.

## W Rosji

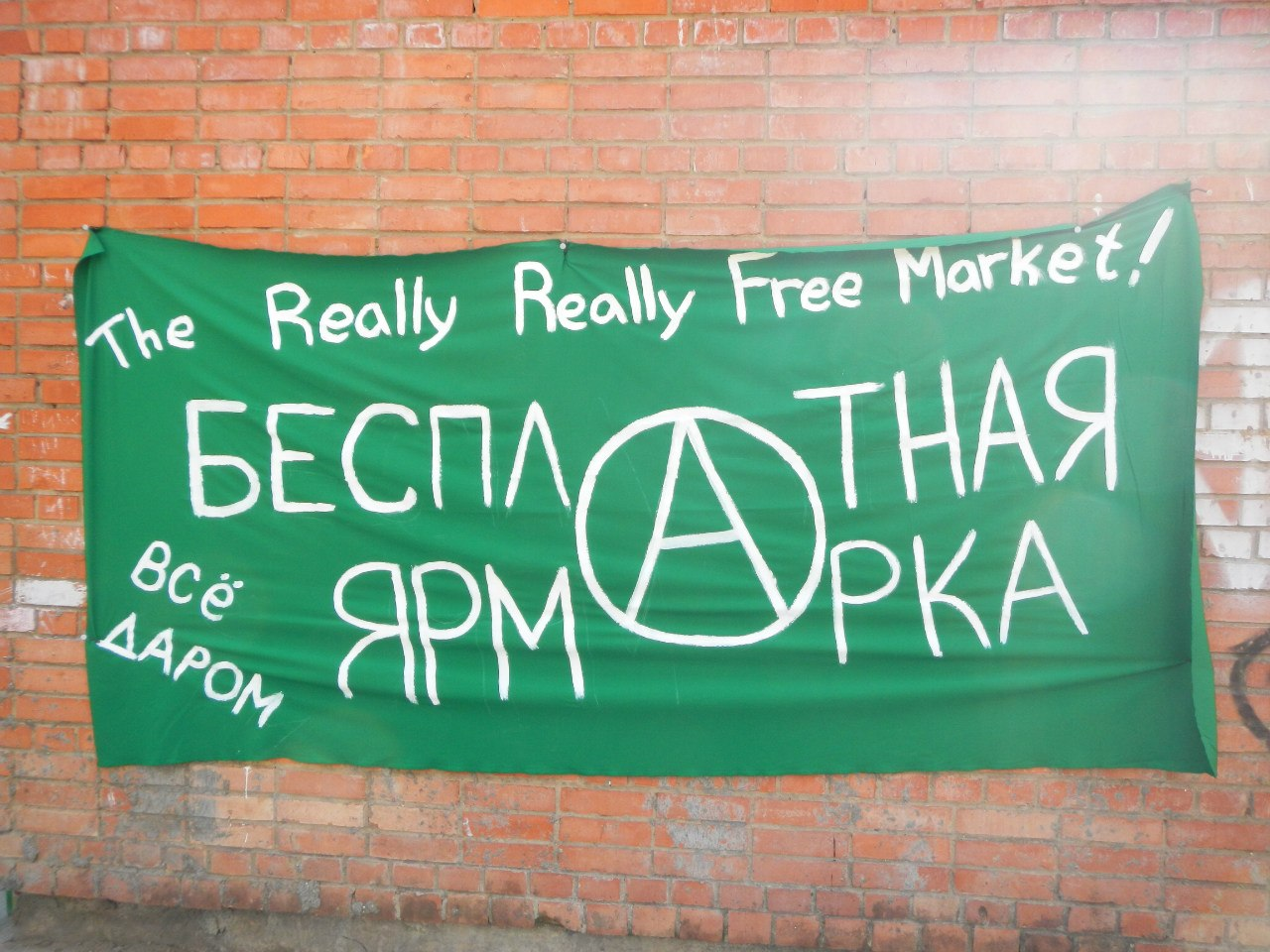
Baner na jednym z RRFM w Iwanowie.

Pierwszy rosyjski RRFM został zorganizowany w Moskwie w 2008. Pierwotna nazwa została zmieniona na „Freemarkets” (ros. Фримаркеты) lub „Absolutnie Wolny Targ” (ros. Абсолютно бесплатная ярмарка). Od tego czasu idea RRFM rozprzestrzeniła się szeroko w całej Federacji Rosyjskiej. Uczestnicy ruchu organizują regularne spotkania w Moskwie, Petersburgu, Iwanowie, Jekaterynburgu, Permie, Biełgorodzie, Kirowie, Królewcu, Niżnym Nowogrodzie, Jarosławiu, Wołogdzie, Wołgogradzie, Togliattim, Wołżsku i Pietrozawodsku.
Ze względu na często surowy rosyjski klimat targi odbywają się zazwyczaj w pomieszczeniach zamkniętych, ale latem spotkania organizowane są w publicznych parkach, na podwórkach domów mieszkalnych lub na miejskich placach. Na przykład w Iwanowie, pierwszy wolny jarmark odbył się na placu Yesenina 19 czerwca 2011, ale wraz z nadejściem zimy spotkania RRFM zostały przeniesione do sali referencyjnej Regionalnej Biblioteki Publicznej.
RRFM w Rosji często towarzyszą lekcje robótek ręcznych, takich jak mehendi, fryzjerstwo i robienie szablonów do drukowania na tkaninach; wykłady na temat problemów społecznych i ekologicznych; zbiórka surowców wtórnych i zbiórki charytatywne na rzecz schronisk dla zwierząt.